# Зелёнка-Пасленцка
Зелёнка-Пасленцка (пол. Zielonka Pasłęcka) — остановочный пункт в солецтво Зелёнка-Пасленцка в гмине Пасленк, в Варминьско-Мазурском воеводстве Польши. Имеет 1 платформу и 1 путь.
Остановочный пункт на железнодорожной линии на железнодорожной линии Богачево — Ольштын, построен в 1882 году.